# Rupert Lochner
Rupert Lochner, britanski general, * 26. januar 1891, † 20. junij 1965.